# 復活号
復活号
命名式における復活号
- 用途：練習機、偵察機、連絡機
- 設計者：李元馥
- 製造者：大韓民国空軍（原型機）
- 運用者：大韓民国空軍
- 初飛行：1953年10月11日（原型機）
- 生産数：3機
- 運用状況：退役（原型機）

復活号（ブファルホ、朝鮮語: 부활호）は、大韓民国で初めて開発された軍用機。

## 開発

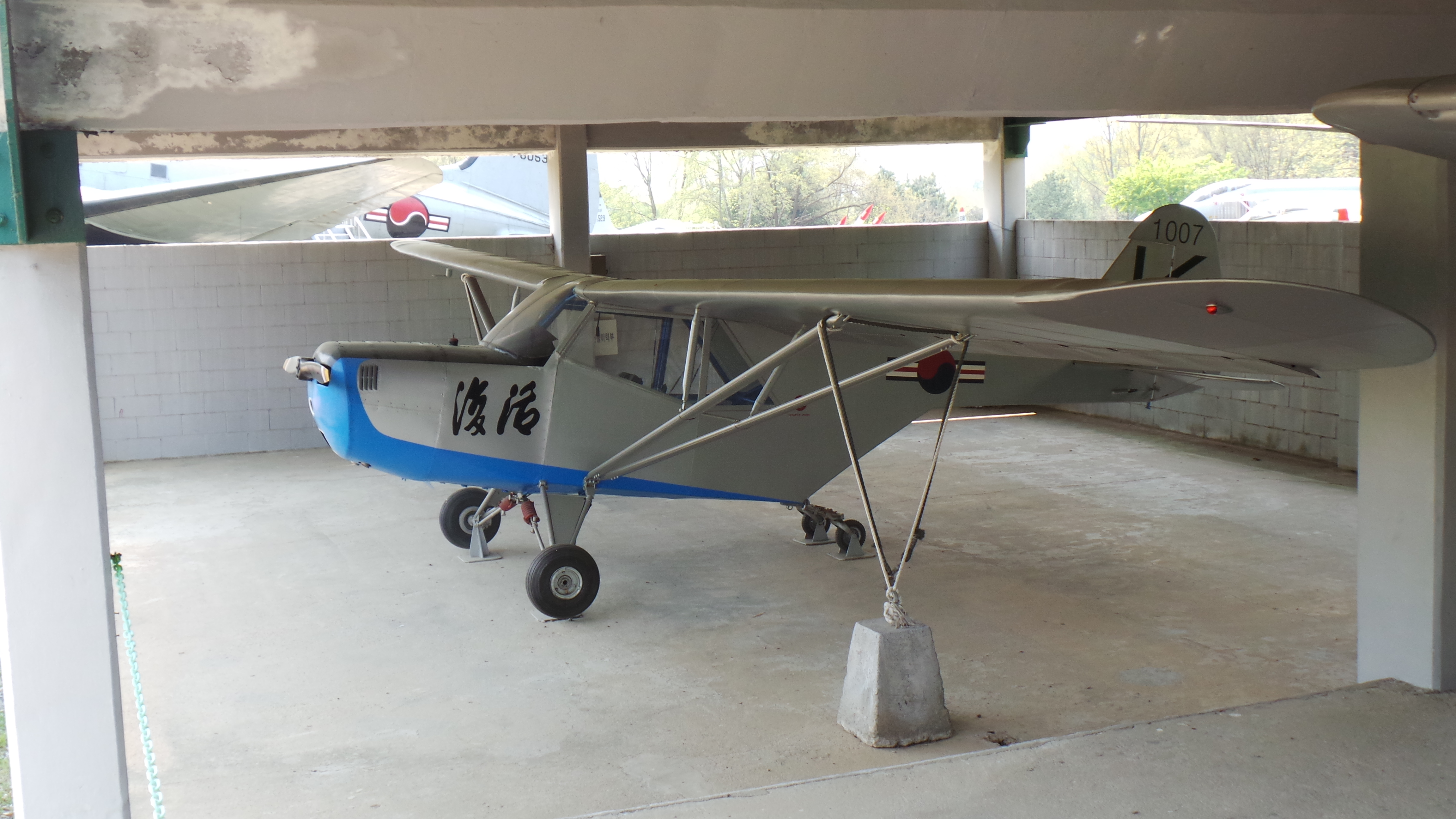
韓国空軍士官学校で展示されているレプリカ

朝鮮戦争中の1953年6月、大韓民国空軍技術学校校長・金成泰（キム・ソンテ）大佐は、航空機の設計・製作実習と練習機として使用することができる複座機の製作を指示した。これを受けて、ソウル大学校航空工学科の一期生だった空軍技術学校整備教育大整備課長・李元馥（イ・ウォンボク）少佐と空軍技術学校教官を中心とした26人のチームが構成され、さらにソウル大学航空工学科の学生が参加することになった。機体の開発は1953年6月28日から開始された。設計製作は空軍泗川基地の資材倉庫で行われ、産業基盤がない中各所から資材を集め、独自生産ができなかった資材は米軍基地から調達した。製作の最後の3日間は一睡もせず製作に邁進し、朝鮮戦争休戦から4ヶ月が経過した1953年10月10日に機体は完成した。

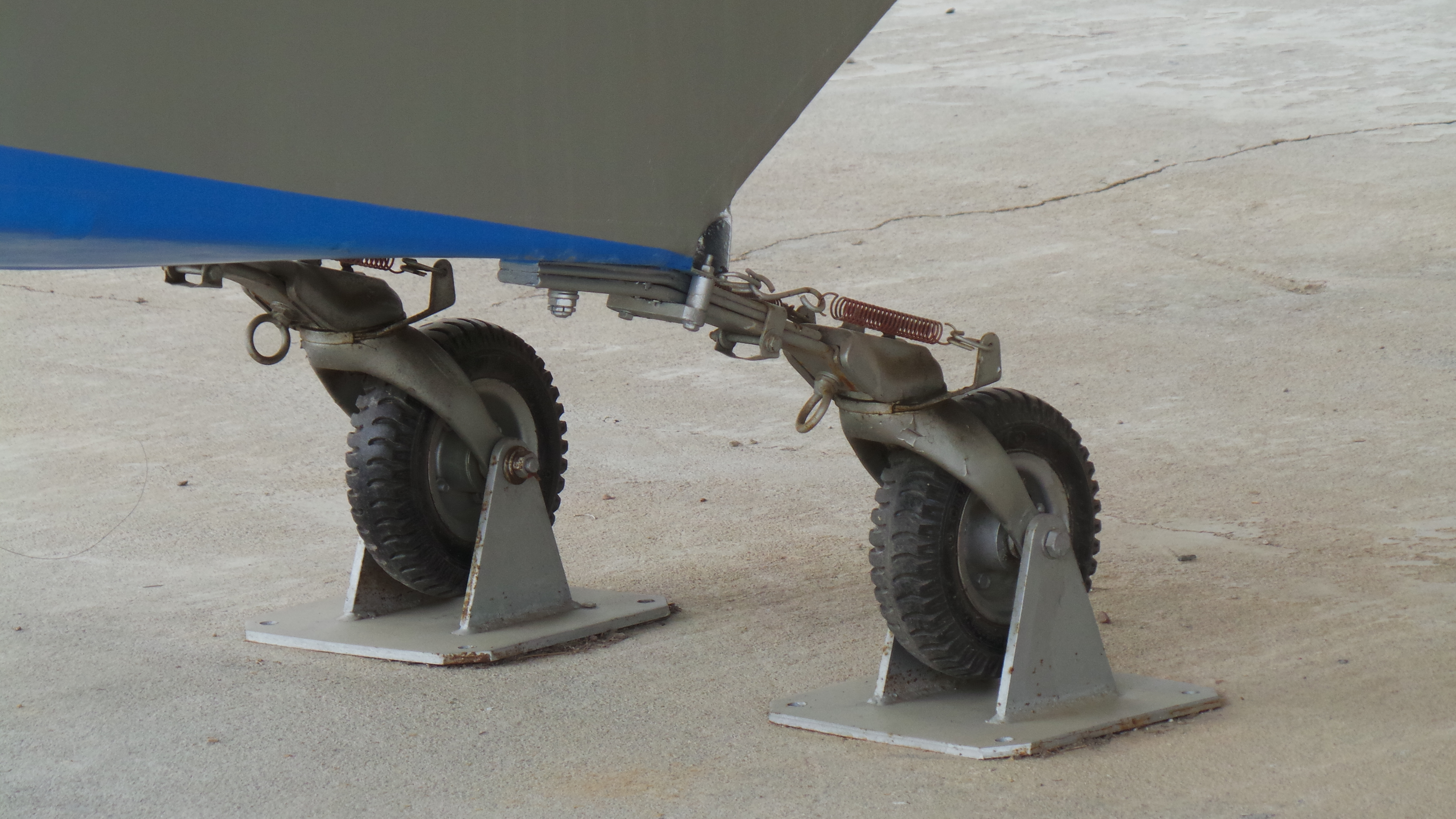
復活号の特徴的な二重尾輪

完成した復活号は尾輪式の航空機であり、通常の尾輪式航空機とは異なり、尾輪を2つ有しているのが特徴だった。地上滑走時に前方視界を良くするために、尾輪はかなり低い位置に設置されていた。また、半島という韓国の地理的特性上、水上機としても使用できるようにするため、主車輪をフロートに換装することができた。この場合、2つの尾輪はフロートを固定するためのハードポイントとして使用される。また、朝鮮戦争時に智異山で活動したパルチザン勢力に投降を勧誘するビラの散布や写真撮影を行うために、胴体後部には投下窓が設けられていた。エンジンはコンチネンタル O-190-1（出力85馬力）が使用された。
初飛行は製作が完了した翌日の1953年10月11日に行われ、閔泳洛（ミン・ヨンナク）少佐の操縦のもと李元馥少佐が同乗、午前10時頃に飛行を開始した。このとき、復活号は2時間の間に高さ1,300 mまで飛行した。その後、空軍本部の指示によって東明飛行場に空輸され、金信作戦局長による試乗が行われた。
1954年4月3日、空軍金海基地の空軍技術学校で復活号の命名が行われた。この時、李承晩大統領が「戦争のために疲弊した大韓民国の復活」という意味をこめて、復活号に「復活」という揮毫を自筆で授けた。また、試験飛行の再現も行われた。復活号の機体番号は1号機ではなく1007号機とされたが、これは1950年9月1日に撃墜され戦死した韓国空軍のパイロット千奉植（チョン・ボンシク）中尉の姓「千」と発音が同じ数字1000に、国運隆盛を願う幸運の数字7を加えたものである。

## 行方不明と再発見
復活号は1機のみ製造され、1960年まで韓国空軍で連絡機および基本練習機として使用された。1960年に空軍金海基地で廃棄処分されようとしたが、当時大邱月同行緊急滑走路近くにあった韓国航空大学に製作実習のため寄贈された。韓国航空大学は、1963年に韓国航空初級大学に名前が変更された後、1966年2月28日に廃校になった。そして、1967年3月2日に同じ場所に慶尚工業高校が開校することになり、復活号はその後数十年の間、倉庫に保管されたまま忘れ去られた。一方、復活号製作を指揮していた李元馥少佐は、これを全く知らないまま、1955年3月まで米空軍の技術学校で1年間維持管理研修を受けた。李元馥少佐は帰国した直後に復活号が行方不明となったニュースを耳にして復活号を探し回ったが、発見することはできなかった。その後、彼は1999年に韓国空軍に残された写真と仕様を元に復活号を実物と同様に復元し、3月25日に韓国空軍士官学校博物館に展示した。
李元馥は、2003年12月17日の中央日報に「消えた復活号を探す」という記事を掲載するに至った。幸いなことに、1974年まで慶尚工業高校の庶務課長として勤務した人物から、慶尚工業高校の倉庫に飛行機が保管されているという情報提供を受けることができ、最終的に2004年1月13日に、復活号の製作当時板金作業を引き受けた文龍浩（ムン・ヨンホ）元一等中士と共に、慶尚工業高校の地下倉庫で復活号を発見した。発見当時、復活号は外皮がほとんどないまま骨組みだけが残っており、翼、エンジン、プロペラなどの主要部品がすべて失われ形を認識することができなかった。しかし、カウリングの直筆揮毫が半分残ったままになっていたので、復活号であることを確認することができたという。また、2階の倉庫でプロペラも発見された。
復活号が発見されたことは、2004年1月15日に中央日報に掲載され世に知られた。これを受けて、韓国空軍内部で復活号の回収・復元計画が開始されることになる。発見された復活号の胴体は再利用が可能と判断され、主翼などが再製作されることになった。製作は、すでに空軍士官学校博物館に展示されているモデルを作成した第81航空整備廠（제81항공정비창）所属の整備士で構成される復元の専門チームが引き受けることになった。この専門チームの人員は、最初に復活号を製作したのと同じ27人だった。2004年6月9日には李元馥と文龍浩も参加し、第81航空整備廠の整備士たちによって復活号が地下倉庫から運び出された。この際の作業は、復活号を損傷させないよう重機を使用せずに人力のみで行われた。

## 復元

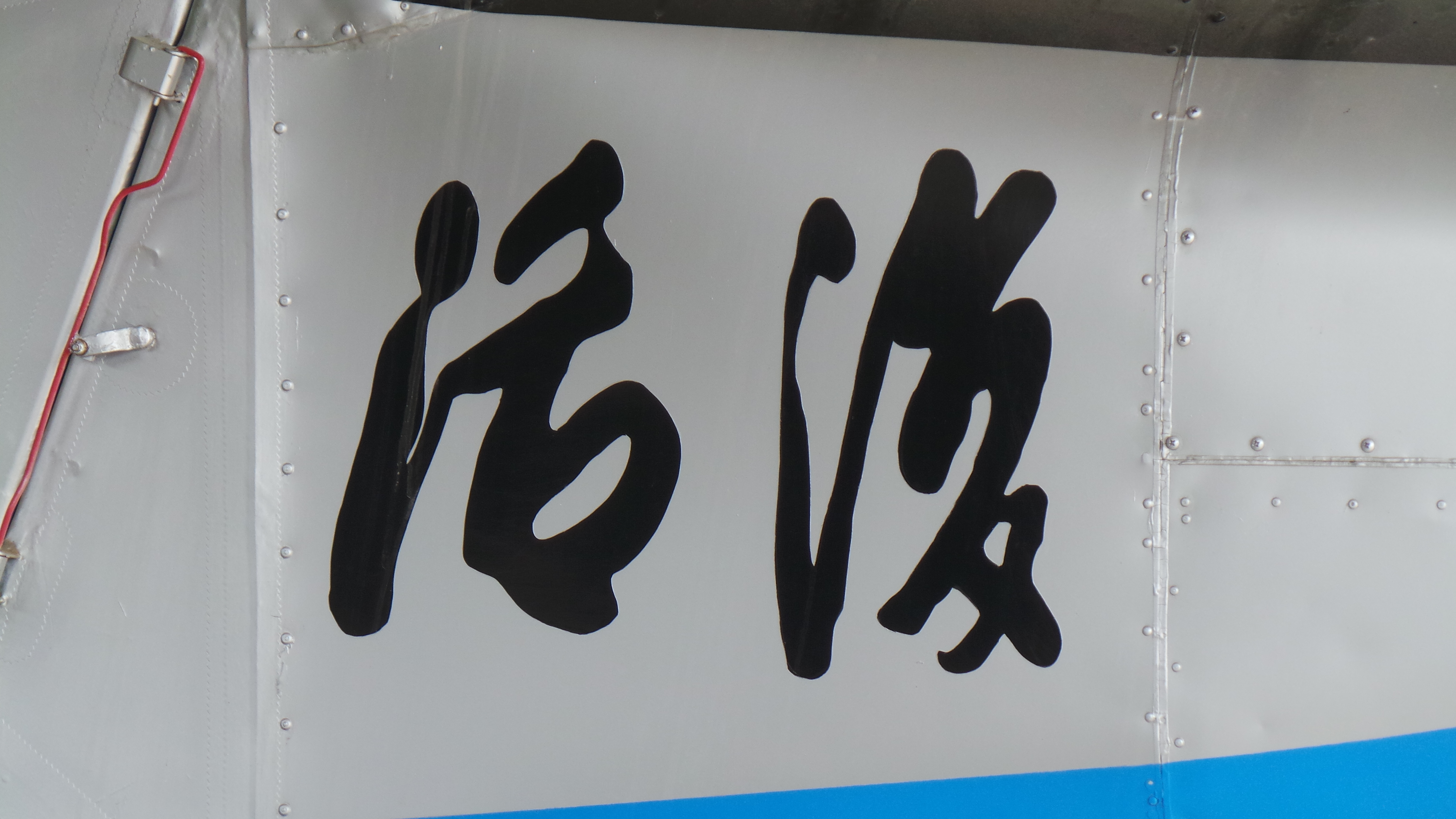
復活号復元機に書かれた「復活」の文字

復元作業は、第81航空整備廠に移送された直後に始まった。胴体側面に書かれた揮毫が消えてしまうことを懸念して、あらかじめ文字の形を残しておき、骨組みの錆を除去し非破壊検査を行った。設計図が残っていなかったため、全体の寸法は残っている骨組みからリバースエンジニアリングされた。このとき李元馥と文龍浩の助力を得て、200枚を超える設計図が作成された。各部品は製作する前に紙で模型を作って実験・検証し、機体を製作するときは機械を使用せずにオリジナルと同じ手作業を行った。ただし、直筆揮毫と機体番号は、コンピューターを使用してデータの写真と比較し、破壊された文字を再生した。また、50年前と同じ部品を探すために米国の航空機メーカーと中古品市場を訪れ、O-190と似た仕様のエンジンを調達した。復活号の復元は9月30日に完了した。この時、1台のモックアップが同時に製作され、2005年5月8日に慶尚工業高校に寄贈された。
復元記念行事は、復活号が初飛行した日である10月11日に行われる予定だったが、10月22日に延期された。復元記念行事は第81航空整備廠の駐機場で開かれたが、この日の復活号は飛行せず、KT-1と並んで地上滑走するに留まった。これは韓国初の航空機と韓国初の量産型航空機が並ぶという象徴的な意味を持っていた。この日の行事には李元馥や李承晩元大統領の息子李仁秀（イ・インス、元空軍大尉）、そして第81航空整備廠の将兵と軍務員などが参加したが、復活号の製作と復元のもう一人の立役者だった文龍浩は、2004年9月3日に78歳で他界していたため、参加することはできなかった。 
その後、韓国空軍は復活号の文化財登録申請を行い、2008年10月1日に復活号は大韓民国登録文化財411号に登録された。これを記念して、2008年10月23日に設計者李元馥の胸像の除幕式が行われた。この胸像は慶尚南道泗川市にある泗川航空宇宙博物館の屋外展示場に設置されている。

## 改良復元
2008年10月16日、慶尚南道と泗川市が復活号を2機復元して1機を博物館に展示し、もう1機は泗川航空宇宙博覧会で行われる祝賀飛行などの実際の飛行任務を行えるようにする計画を発表した。この復元計画は単なる復元ではなく機体の改良を行い、2004年に空軍が復元した機体の形状は維持するものの、最初からすべての設計プロセスを電子化し、最新の設計と製作技術で性能が一層向上した機体を製作することを主な目的としていた。これはまた、慶尚南道の航空産業インフラを利用した小型航空機の開発を促進し、最終的には中型民間航空機の最終組立工場を泗川市に設置して、泗川市を北東アジア航空産業の中心地として成長させ、韓国を航空産業先進国にするという意志が反映されたものだった。
改良復元事業は2009年4月から開始されたが、慶尚南道と泗川市がそれぞれ5億ウォン、計10億ウォンを投資して、慶南テクノパークの主導のもと、各事業統括管理、概念設計、基本設計および性能解析は慶尚大学校（現・慶尚国立大学校）が、部品製作、試験評価、組立、飛行試験はスソン機体産業が担当した。また、2004年の復元作業に参加した第81航空整備廠の整備士の支援を受けることとし、李元馥ら航空関連の専門家7人を諮問委員として委嘱した。2009年7月6日には円滑な復元のために大韓民国空軍から2004年時の設計図面を提供され、これを活用して設計・製造時間を短縮し、開発コストの削減を計った。また、空力解析、飛行性能解析、信頼性解析、縮小模型による風洞実験と飛行実験、構造解析などを遂行し、これを改良型復活号の設計に反映した。機体設計が終わった後、操縦、計器、燃料、各系統の設計が行われた。そして、2010年4月10日には慶尚大学校で復活号改良復元事業の中間報告会が開かれた。この日の中間報告会では、復活号の製作過程に関する報告と一部仕様に関する開示が行われており、慶尚南道の航空産業育成計画についての発表も行われた。中間報告会の後に詳細設計を仕上げ、負荷テスト、推力系統試験、燃料系統試験などの地上試験、部品加工、組立を終えるとされた。

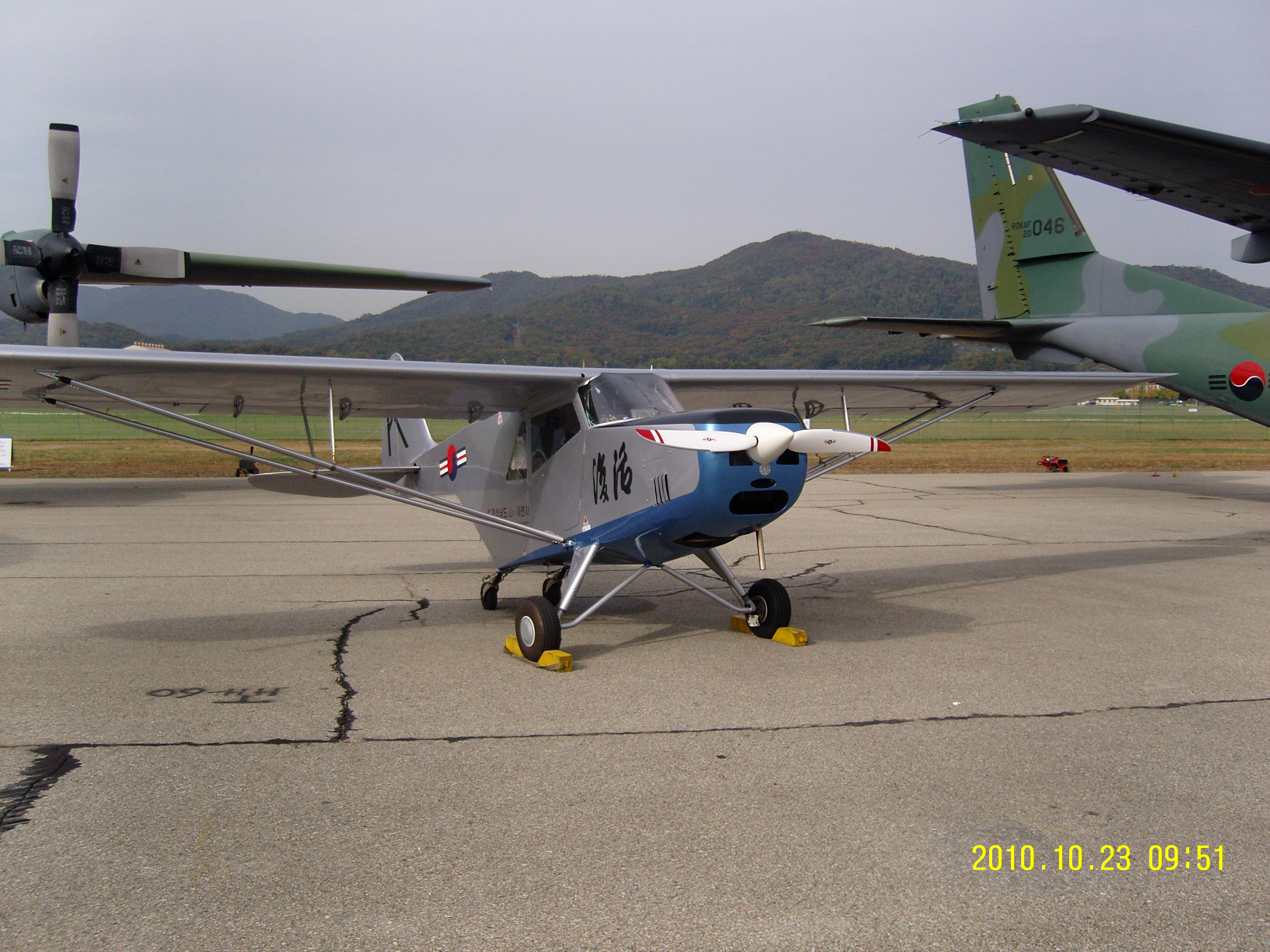
2011年ソウル・エアショーで公開された復活号改良復元機

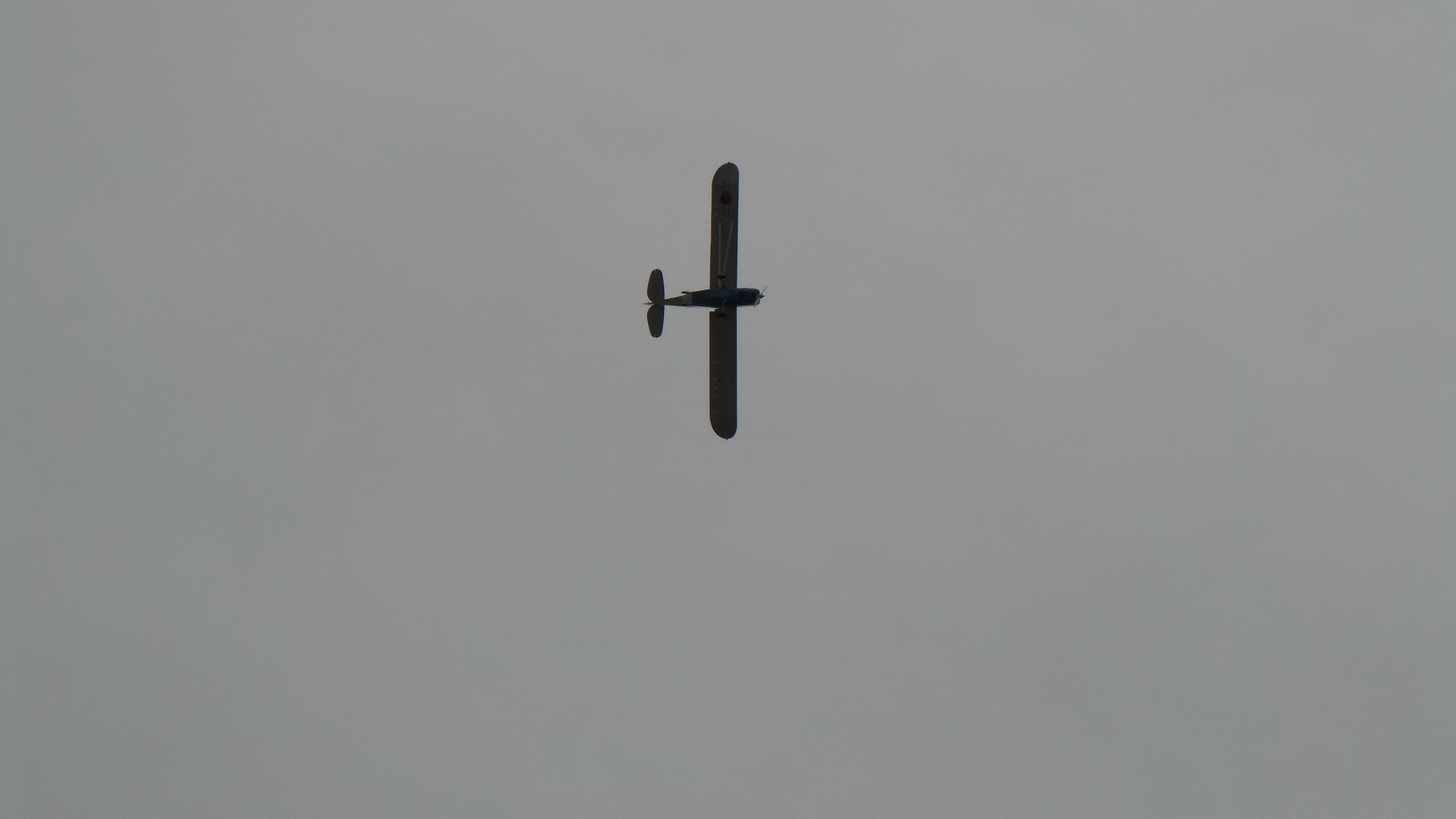
2014泗川航空宇宙博覧会で試験飛行中の復活号改良復元機

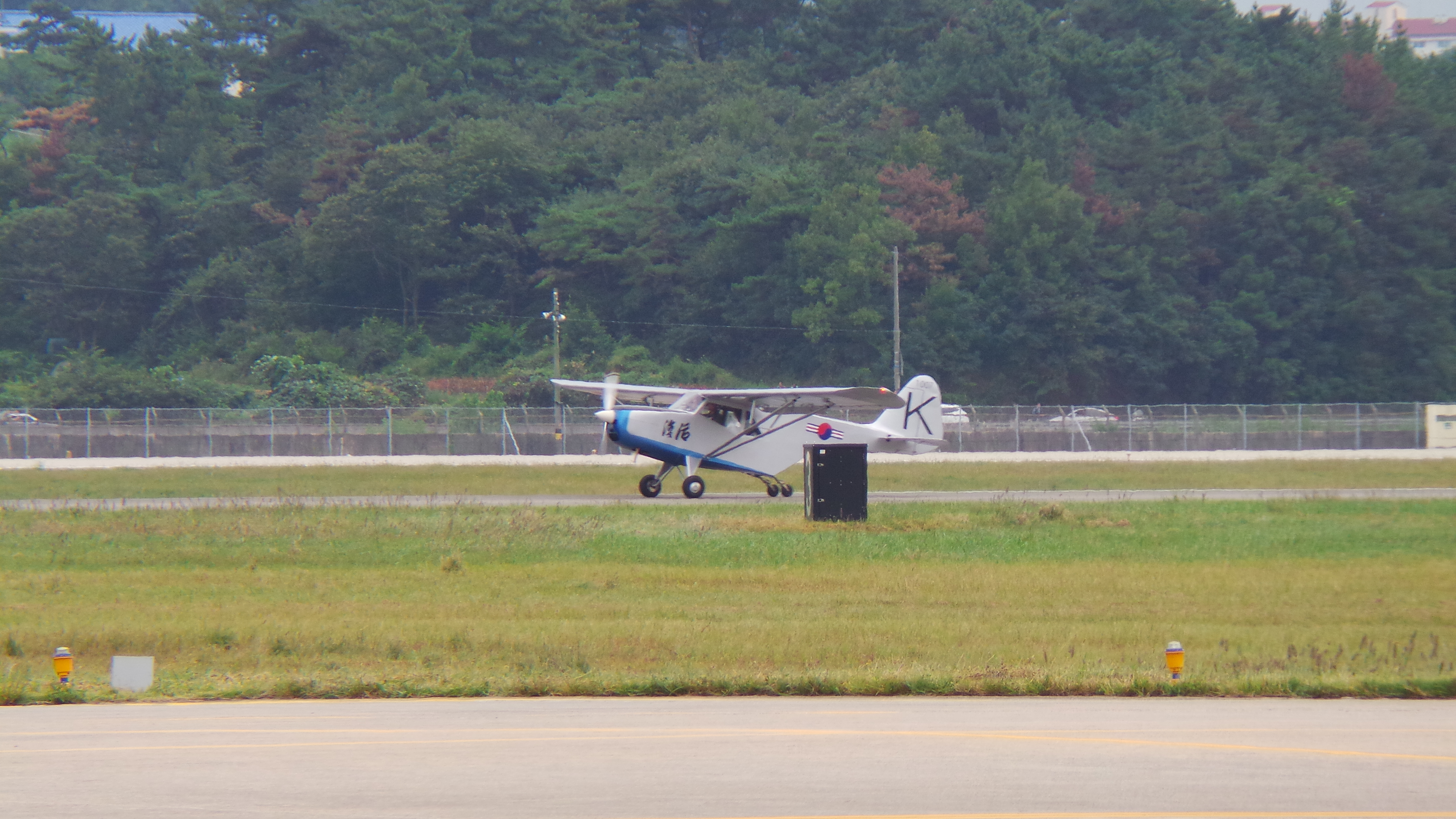
2014泗川航空宇宙博覧会で着陸直後誘導路に入った復活号改良復元機

2011年3月には復活号の改良復元作業が完了し、2011年3月16日、慶尚南道咸安郡のスソン機体産業咸安工場で出庫式が行われた。この日の出庫式には李元馥と李仁秀が参加した。2011年6月13日には第3訓練飛行団で改良型復活号の初飛行が行われ、以後、2011年6月15日から28日まで高速地上滑走試験と合わせて計4回の飛行試験が行われた。2011年7月14日には第3訓練飛行団で復活号の改良復元記念式と祝賀飛行が行われた。この日の記念式には金斗官慶尚南道知事をはじめ、泗川市、空軍、慶南テクノパークなどの関係者と関係機関、航空関連企業の代表など約300人が出席し、祝賀飛行時には復活号は2機のKT-1とともに飛行した。祝賀飛行時の操縦はペ・ヨンホ予備役空軍中佐が行った。

### 原型機からの変更点
- 機体構造において、いくつかの要素が追加、削除、または修正された。
  - 改良復元機の尾翼、翼端、胴体外皮の材質は複合材で作られ、主翼の外皮にはアルミニウムを使用した。
  - 原型機の垂直尾翼と水平尾翼は平板だったが、改良復元機は翼型形状（NACA 0006）に変更された。
  - 原型機の上反角と迎え角は知ることができなかったので、改良復元機では上反角を1度、迎え角を1.5度とした。上反角は図面上の角度を測定して確定し、迎え角は水平飛行のための空力計算によって算出したものである。
  - 原型機の主翼リブの間隔は500 - 600 mmだったが、改良復元機では600 - 700 mmに増加した。
  - トラス構造の解析を行い、不要な部材を除去した。
- エンジンは、従来よりもより強力な100馬力のロータックス 912ULS2を採用しており、プロペラは調整可能な2A0R5R70ENが採用された。エンジンの変更に伴い、燃料系統、エンジンの取り付け位置、カウリングが再設計された。
  - スミス DSA-1（英語版）の燃料タンクを改造して16ガロンの燃料を搭載できるようにした。
  - 燃料レベルセンサーとその燃料量警報器、燃料圧力センサー、燃料バルブと逆流防止用チェックバルブが追加された。
- 操縦系統、器械系統、電気系統がFAR Part 23を基準に再設計された。
  - 操縦系統は、2004年の復元機のものとなるべく同じものとするが、機内スペースの拡大、操縦性と利便性の向上のために修正された。
  - 原型機と同様のアナログ式計器を使用するが、改良復元機は電子式計器をメインとし、アナログ式計器（速度計、高度計など）は補助的なものとした。
- 着陸脚が再設計された。
  - 原型機の主車輪は6.00-6 4 ply規格のものを使用するが、改良復元機は荷重余裕を増やすために6.00-6 6 ply規格のものを使うようにした。
  - 原型機の車輪の支柱はエアロンカ L-16（英語版）のものをそのまま使用したが、改良復元機では同等のエアロンカ モデル11（英語版）の支柱を使用した。
  - 原型機はフロートを装備可能なように設計されたが、予算不足からフロートを調達できず、実際に装備されることはなかった。改良復元機ではFULL LOTUS FL950モデルのフロートを装備することができる。
- 航空機用パラシュート（Ballistic Recovery Systems）、ブラックボックスを装着した。
- その他いくつかの部分で修正と追加が行われた。

## 展示場所
復元機
- 空軍士官学校博物館

改良復元機
- 泗川航空宇宙博覧会とソウル・エアショーで展示

モックアップ
- 戦争記念館
- 国立果川科学館
- 泗川航空宇宙博物館
- 慶尚工業高校
- 済州航空宇宙博物館

## 諸元
原型機
- 全長：6.60 m
- 全幅：12.70 m
- 全高：3.05 m
- 翼面積：不明
- 空虚重量；380 kg
- 最大離陸重量：600 kg
- エンジン：コンチネンタル O-190-1 空冷水平対向4気筒（離昇85 hp）× 1
- プロペラ：センセニッヒ（英語版） W72GK 2翅固定ピッチ
- 最大速度：180 km/h
- 巡航速度：145 km/h
- 失速速度：78 km/h
- 実用上昇限度：4,900 m
- 航続距離：314 km
- 上昇率：不明
- 乗員：2名

改良復元機
- 全長：6.70 m
- 全幅：12.70 m
- 全高：3.10 m
- 翼面積：16.90 m2
- 空虚重量：495 kg
- 最大離陸重量：692.7 kg
- エンジン：ロータックス 912ULS2 液冷水平対向4気筒（離昇100 hp） × 1
- プロペラ：センセニッヒ 2A0R5R70EN 2翅可変ピッチ
- 最大速度：225.4 km/h
- 巡航速度：166.7 km/h
- 失速速度：64.5 km/h
- 実用上昇限度：4,572 m
- 航続距離：541.5 km
- 上昇率：7.6 m/s
- 乗員：2名